# سيل سوينكلس
سيل سوينكلس (بالهولندية: Sil Swinkels)‏ هو لاعب كرة قدم هولندي في مركز الدفاع، ولد في 6 يناير 2004 في سينت أوداروده في هولندا. لعب مع أستون فيلا.